# Bernt Koschuh
Bernt Koschuh (* 1970) ist ein österreichischer Journalist. Er arbeitet als ORF-Redakteur beim Hörfunk.

## Leben und Wirken
Koschuh stammt aus Graz und Bad Aussee. An der TU Graz studierte er Technische Chemie und absolvierte dieses 1998 mit einer Diplomarbeit über LHKW. Bereits während des Studiums war er stellvertretender Vorsitzender der Hochschülerschaft an der TU Graz und auch freier Mitarbeiter der Kleinen Zeitung. Später war er Programmgestalter beim steirischen Radio Helsinki. Seit 1998 ist Koschuh beim ORF tätig. Nach Stationen als Radio- und Fernseh-Redakteur beim Aktuellen Dienst des ORF Oberösterreich und beim ORF-Landesstudio Steiermark ist Koschuh nun in Wien Redakteur in der Ö1-Radio-Information. Einige Monate arbeitete er auch für die ORF-Fernsehsendung Report.
Die Arbeitsschwerpunkte von Bernt Koschuh sind politische Berichterstattung, Reportage und Investigativer Journalismus. Nach Jahrzehnten der Ungewissheit hat er Recherchen über seinen Großvater, den SS- und SD-Führer Friedrich Polte, veröffentlicht.
Seit Juli 2024 ist Bernt Koschuh ORF-Korrespondent in Rom als zweiter Korrespondent neben Büroleiterin Cornelia Vospernik.

## Auszeichnungen
- 2008 Aquila-Journalistenpreis für Verkehrssicherheitsthemen[4]
- 2014 Prälat-Leopold-Ungar-JournalistInnenpreis in der Kategorie Hörfunk für seinen Beitrag „Die Obdachlosen vom Westbahnhof“[7]
- 2014 Concordia-Preis in der Kategorie Menschenrechte[8]
- 2015 Robert-Hochner-Preis als „Chronist von Missständen und Impulsgeber für notwendige Reformen“[9][10][3]
- 2019 Europäischer CIVIS-Preis im Bereich Radioprogramme kurz gemeinsam mit Paul Schiefer für den Beitrag Asylquartier „wie ein Gefängnis – eine Schande für Österreich“ im Ö1 Morgenjournal[4][11]